# Эдиссия
Эдисси́я (арм. Եդեսիա, Едесия) — село в составе Курского района (муниципального округа) Ставропольского края Российской Федерации.

## География
Село расположено на берегу реки Кура.
Расстояние до краевого центра: 233 км.
Расстояние до районного центра: 5 км.
Ближайшая железнодорожная станция Моздок расположена в 45 км южнее.
Площадь поселения составляет 149,14 км².

## История
Село основано в 1797 году по указу императора Павла I: «Внимая прошению армян Дербента и других окрестностях, препоручаю, чтобы те, которые пожелают переселиться, таковые переселения произвести и по прибытии избрать род жизни им свойственный, получая земли для их потребления».
9 февраля 1871 года согласно Высочайше утвержденному мнению Государственного Совета, состоявшее в Ставропольской губернии местечко Эдиссия, хутора Каново и Ростовановка были присоединены к Терской области.
В 1923 году в Эдиссии была участковая больница на 10 коек.
До 16 марта 2020 года село образовывало упразднённое сельское поселение село Эдиссия.

## Население
| 1833  | 1906  | 1989  | 2002  | 2010  | 2011  | 2012  | 2013  | 2014  |
| ----- | ----- | ----- | ----- | ----- | ----- | ----- | ----- | ----- |
| 1015  | ↗3748 | ↗3858 | ↗5673 | ↗5801 | ↗5805 | ↘5735 | ↘5693 | ↘5657 |
| 2015  | 2016  | 2017  | 2018  | 2019  | 2020  | 2021  |       |       |
| ↗5704 | ↗5735 | ↗5766 | ↘5756 | ↘5729 | ↘5700 | ↗5773 |       |       |

Половой состав
По итогам переписи населения 2010 года проживали 2867 мужчин (49,42 %) и 2934 женщины (50,58 %).
Национальный состав
По итогам переписи населения 2010 года проживали следующие национальности (национальности менее 1 %, см. в сноске к строке «Другие»):
| Национальность | Численность | Процент |
| -------------- | ----------- | ------- |
| Армяне         | 5377        | 92,69   |
| Русские        | 207         | 3,57    |
| Другие         | 217         | 3,74    |
| Итого          | 5801        | 100,00  |

## Инфраструктура
- Культурно-досуговый центр
- Библиотека. Открыта 25 марта 1949 года[23]
- Трансформаторная электроподстанция 35/10кВ «Эдиссия»[24]
- Парк
- Врачебная амбулатория
- АПП «Сола»

## Образование
- Детский сад № 3 «Ласточка»
- Детский сад № 21 «Семицветик»
- Средняя общеобразовательная школа № 5
- Детская музыкальная школа. Открыта 7 апреля 1973 года[25]

## Армянская Апостольская церковь
- Церковь Сурб Аствацацин. Старейшая армянская церковь на территории Ставропольского края, единственная сохранившаяся за годы советской власти. Заложена в 1830 году, современная постройка 1914 года[26]. В изданном в 1865 году «Гeогpaфичeско-стaтистичecкий cлoваpe Рoссийcкой Импepии», в статье о поселении упоминается имеющаяся в селе армянская церковь[1].
- На въезде в село установлен хачкар.

## Спорт
- Футбольная команда «Севан». Чемпион Курского района по футболу 2012 года[27]

## Памятники
- Памятник воинам-землякам, погибшим в годы Великой Отечественной войны 1941—1945 гг. 1972 год[28]

## Кладбище
В границах села расположено общественное открытое кладбище площадью 68 тыс. м².